# Pasi Timon
Pasi Timon is een bestuurslaag in het regentschap Aceh Jaya van de provincie Atjeh, Indonesië. Pasi Timon telt 450 inwoners (volkstelling 2010).